# اسکو اپلاینسز
اسکو اپلاینسز (انگلیسی: Asko Appliances) شرکت لوازم خانگی سوئدی است، که در سال ۱۹۵۰ تأسیس شد.